# Auras (Uttar Pradesh)
Auras es un pueblo y nagar Panchayat situado en el distrito de Unnao en el estado de Uttar Pradesh (India). Su población es de 6466 habitantes (2011). 

## Demografía
Según el censo de 2011 la población de Auras era de 6466 habitantes, de los cuales 3368 eran hombres y 3098 eran mujeres. Auras tiene una tasa media de alfabetización del 72,31%, superior a la media estatal del 67,68%: la alfabetización masculina es del 77,32%, y la alfabetización femenina del 60,06%.